# Эммаусс (посёлок)
Эмма́усс (иногда Эмма́ус) — посёлок Калининского района Тверской области России. Административный центр Эммаусского сельского поселения. Рядом находится село Эммаусс, которое дало название посёлку.

## География
Село расположено вдоль автомагистрали Москва — Санкт-Петербург М10 (E 105), посёлок — от шоссе до берега реки Волги, школа-интернат — восточнее посёлка, выходит на залив Волги. Расстояние до центра Твери — 15 км, до границы города — 3 км.
Посёлок Эммаусс — крупнейший сельский населённый пункт Тверской области.

## История
В 2007 году на основании имеющихся архивных документов органами местного самоуправления поселения было принято решение об установлении официальной даты образования поселения — 1628 год. Это год первого известного официального упоминания в Писцовых книгах населённого пункта, названного впоследствии Эммаусом.
Село Эммаусс ведёт начало своей истории ещё с XVI века, и оно связано с находившимся здесь в то время монастырём. Этот монастырь, именовавшийся Спасо-Яминской (или Спасо-Ямницкой) пустынью стоял на правом берегу небольшой речки (ныне ручья) Белеутовки. Тогда монастырь и прилегающие к нему деревни с погостом, пустошью, полями и пашнями были «земли владычны», то есть принадлежали Владыке Тверской епархии. Центральным селом пустыни была слобода Яминково. Погост в то время не являлся кладбищем. Он был местом, где находилась церковь и дома её служителей. И если вокруг погоста селились крестьяне, то он превращался в село.
В Смутные времена с началом Ливонской войны монастырь стал приходить в упадок.
В 1628 году царь Михаил Фёдорович издал указ «о приведении в известность состояния государства». Тогда и была отмечена Спасо-Яминская пустынь с центром — слободой Яминково, состоявшей из одного двора крестьянского и двух дворов бобыльских. В 1750 году Преосвященный Тверской Митрофан Слотвинский решил возродить пришедший в упадок монастырь. Он перенёс его на место, не подвергавшееся половодью, построил деревянную церковь и загородный дом для себя как раз против слободы Яминково. Ему принадлежит и идея переименования пустыни и слободы. Увидя сходство живописной местности под Тверью с евангельским Эммаусом под Иерусалимом (и тот, и другой находятся в 15 верстах от крупных городов), назвал и монастырь, и село Эммаусом. В 1763 году Эммаус был упомянут в ревизских сказках.
По данным 1859 года в казённом селе Эммаус православная церковь, 44 двора, 411 жителей. К концу XIX века село представляло собой уже крупное поселение с семьюдесятью дворами, население которого составляли 201 мужчина и 243 женщины. Село было центром прихода Городенской волости Тверского уезда, в 1914 году прихожан Воскресенской церкви (построена в 1798 году) в селе и деревнях Поддубье, Горохово, Губино, Прибытково, Коленовка, Ошурково — 737 мужчин и 749 женщин.
Во время Великой Отечественной войны окрестности села Эммаус были местом ожесточённых боёв при освобождении Калинина (октябрь — декабрь 1941 года). В посёлке мемориал с вечным огнём воинам Красной Армии, погибшим на эммаусской земле.
После войны [когда?]

 рядом с селом был построен современный посёлок с многоэтажной застройкой. В посёлке — ВНИИ Сельскохозяйственного использования мелиорированных земель, центральная усадьба ОПХ «Заветы Ленина», геологическая и геофизическая экспедиции, вычислительный центр, МТФ. В 1992 году здесь было 3439 жителей, средняя школа, библиотека, ясли-сад, сберкасса, почтовое отделение, магазины, кафе, амбулатория, музыкальная школа. Из города Твери ходит автобус № 106.

## Население
| 1992 | 2002  | 2010  |
| ---- | ----- | ----- |
| 3439 | ↗3516 | ↘3267 |

## Инфраструктура
- Администрация сельского поселения
- Специальная (коррекционная) школа-интернат VII вида для детей-сирот и детей, оставшихся без попечения родителей (н.п. Эммаусская школа-интернат)
- Средняя общеобразовательная школа
- Детский сад общеразвивающего вида
- Дом детского творчества
- Эммаусская врачебная амбулатория
- Досуговый центр «Эммаус»
- Мемориально-художественный музей Владимира Серова — филиал Тверской областной картинной галереи
- Музей Калининского фронта — филиал Тверского государственного объединённого музея
- Всероссийский НИИ мелиорированных земель (ВНИИМЗ)[10]
- Геофизическая экспедиция. (закрыта в 2012 году)
- ОТЕЛЬ Emmaus Volga Club
- Тверской благотворительный Фонд «Надежда» (н.п. Эммаусская школа-интернат)

## Фестиваль
Эммаусс на некоторое время приобрёл известность благодаря проводившемуся в нём в 2004—2005 и 2008 годы рок-фестивалю «Нашествие». В 2006—2007 годы из-за разногласий с организаторами «Нашествия» вместо него на той же площадке проводился аналогичный фестиваль под названием «Эммаус». Место проведения находилось в 18 километрах от города Твери на 151-м километре трассы М10 «Россия» (Москва — Санкт-Петербург). После 2008 г. рок-фестивали в Эммауссе не проводятся.